# Silent Service II
Silent Service II is een computerspel waarbij een onderzeeër wordt gesimuleerd. In 1990 werd het geproduceerd en uitgebracht door MicroProse. Het is het vervolg van Silent Service dat in 1986 uitkwam.
Het spel speelt zich af tijdens de Tweede Wereldoorlog. De speler bevindt zich aan boord van een onderzeeërs van de Amerikaanse marine tijdens maritieme operaties in de Stille Oceaan. De speler neemt de rol van de commandant en bestuurt negen soorten van de Amerikaanse onderzeeërs. Verder bevat het spel veertien verschillende Japanse schepen. De graphics in het spel worden weergegeven met behulp van de VGA. Het spel is singleplayer.

## Platforms
| Jaar | Platform        |
| ---- | --------------- |
| 1990 | DOS             |
| 1991 | Amiga, Atari ST |

## Ontvangst
| Beoordeeld door                      | Platform | Datum          | Score |
| ------------------------------------ | -------- | -------------- | ----- |
| Joker Verlag präsentiert: Sonderheft | DOS      | 1990           | 92%   |
| Computer Gaming World (CGW)          | DOS      | december 1991  | 90%   |
| Amiga Joker                          | Amiga    | oktober 1991   | 88%   |
| ST Format                            | Atari ST | januari 1992   | 88%   |
| Power Play                           | DOS      | oktober 1990   | 87%   |
| Power Play                           | Amiga    | september 1991 | 87%   |
| Power Play                           | Atari ST | februari 1992  | 87%   |
| Amiga Format                         | Amiga    | november 1991  | 82%   |
| Computer and Video Games (CVG)       | Amiga    | november 1991  | 74%   |
| Subsim                               | DOS      | 1997           | 54%   |